# Élections législatives de 1927 dans la ville libre de Dantzig
Les élections législatives de 1927 dans Ville libre de Dantzig (en allemand : Volkstagswahl in Danzig 1927) se tiennent le 13 novembre 1927, afin d'élire les 120 députés du Volkstag.

## Résultats

### Voix et sièges
| Parti                             | Parti                             | Voix    | %     | Sièges | +/-           |
| --------------------------------- | --------------------------------- | ------- | ----- | ------ | ------------- |
|                                   | Parti social-démocrate            | 61 779  | 33,79 | 42     |               |
|                                   | Parti national du peuple allemand | 35 826  | 19,59 | 25     | 8             |
|                                   | Zentrum                           | 26 096  | 14,27 | 18     | 3             |
|                                   | Parti communiste                  | 11 700  | 6,40  | 8      | 3             |
|                                   | Autres                            | 47 415  | 25,93 | 27     |               |
|                                   |                                   |         |       |        |               |
| Votes valides                     | Votes valides                     | 182 836 | 99,71 |        |               |
| Votes blancs et nuls              | Votes blancs et nuls              | 527     | 0,29  |        |               |
| Total                             | Total                             | 183 363 | 100   | 120    | en stagnation |
| Abstentions                       | Abstentions                       | 31 278  | 14,57 |        |               |
| Nombre d'inscrits / participation | Nombre d'inscrits / participation | 214 641 | 85,43 |        |               |